# Айдарбеков, Курманкул
Курманкул Айдарбеков (1916 год, село Узун-Кыр — 1974 год, там же) — бригадир колхоза «Алга» Кантского района Киргизской ССР. Герой Социалистического Труда (1965). Депутат Верховного Совета Киргизской ССР 7-го и 8-го созывов. Член КПСС с 1956 года.

## Биография
Родился в 1916 году в селе Узун-Кыр (ныне — Ысык-Атинский район).
С 1929 года — рядовой колхозник в колхозе «Алга» Кантского района. Потом трудился заведующим молочно-товарной, овцеводческой, птицеводческой фермами в этом же колхозе. Председатель исполкома Узун-Кырского сельского Совета народных депутатов (1960—1961). В 1961 году назначен бригадиром свекловодческой бригады.
В 1964 году бригада Курманкула Айдарбекова собрала высокий урожай сахарной свеклы. Указом Президиума Верховного Совета СССР от 31 декабря 1965 года «за успехи, достигнутые в повышении урожайности, увеличении производства и заготовок сахарной свеклы» удостоен звания Героя Социалистического Труда с вручением ордена Ленина и золотой медали «Серп и Молот».
Избирался депутатом Верховного Совета Киргизской ССР VII и VIII созывов (1967—1971).